# Ochotona nubrica
A Pika-nubra (Ochotona nubrica) é um lagomorfo encontrado nos Himalaias.